# Michaił Smirtiukow
Michaił Siergiejewicz Smirtiukow (ros. Михаи́л Серге́евич Смиртюко́в, ur. 31 sierpnia?/13 września 1909 we wsi Goworienki w guberni kałuskiej, zm. 26 grudnia 2004 w Moskwie) – radziecki polityk, Bohater Pracy Socjalistycznej (1979).

## Życiorys
Po ukończeniu 1927 szkoły wiejskiej w guberni briańskiej studiował na Wydziale Prawa Radzieckiego 1 Moskiewskiego Uniwersytetu Państwowego, w październiku 1930 został referentem 7 Grupy Zarządu Spraw Rady Komisarzy Ludowych ZSRR, w 1931 ukończył studia, w 1932 odbywał służbę w Armii Czerwonej. Następnie ponownie pracował w Zarządzie Spraw Rady Komisarzy Ludowych ZSRR jako konsultant, szef sektorów przemysłu lekkiego, spożywczego i lokalnego (1932–1937), a w latach 1937–1941 pomocnik sekretarza Rady Ekonomicznej. Od 1940 członek WKP(b), 1941–1953 zastępca kierownika Sekretariatu Rady Komisarzy Ludowych|Rady Ministrów ZSRR, jednocześnie w latach 1941–1945 pomocnik pełnomocnika Państwowego Komitetu Obrony ds. zaopatrzenia Armii Czerwonej Anastasa Mikojana, był komenderowany na front. W latach 1953–1964 zastępca zarządzającego sprawami, a od 18 grudnia 1964 do 7 czerwca 1989 zarządzający sprawami Rady Ministrów ZSRR, od lipca 1978 do czerwca 1989 wchodził w skład Rady Ministrów ZSRR, następnie przeszedł na emeryturę. W latach 1971–1976 członek Centralnej Komisji Rewizyjnej KPZR, 1976–1981 zastępca członka, a 1981–1990 członek KC KPZR. Deputowany do Rady Najwyższej ZSRR od 7 do 11 kadencji (1966–1989). Pochowany na Cmentarzu Nowodziewiczym w Moskwie.

## Odznaczenia
- Medal Sierp i Młot Bohatera Pracy Socjalistycznej (12 września 1979)
- Order Lenina (czterokrotnie – 17 marca 1943, 12 września 1969, 12 września 1979 i 12 września 1984)
- Order Rewolucji Październikowej (8 grudnia 1971)
- Order Czerwonego Sztandaru (8 marca 1944)
- Order Wojny Ojczyźnianej I klasy (dwukrotnie – 6 listopada 1945 i 11 marca 1945)
- Order Czerwonego Sztandaru Pracy (dwukrotnie – 23 kwietnia 1942 i 12 września 1959)

i medale.